# Radioåret 1988

## Händelser

### Juni
- Juni - Radiostationen Radio City i Sverige byter närradiofrekvens från 94.9 MHz till 103.1 MHz, och ändrar i samband med detta namn till City 103.

### December
- 26 december - I Sverige läggs piratradiostationen Radio FM ner.

## Radioprogram

### Sveriges Radio
- 31 december - Hasse Tellemar slutar leda Ring så spelar vi. Thord Carlsson och Mona Krantz tar över.
- 1 december - Årets julkalender är Trollet med den gula kepsen.[1]

## Avlidna
- 31 maj – Moltas Erikson, 55, svensk underhållare (Mosebacke Monarki, Telefonväktarna, På minuten) och läkare.[2][3]

### Fotnoter
1. ↑  ”1988, Trollet med den gula kepsen”. Sveriges Radio. http://sverigesradio.se/barn/julkalendrar/1988.stm. Läst 31 augusti 2015.
2. ↑  Moltas Erikson död "Hans glänsande humor gav många nytt hopp" av Gunilla Tengvall i Dagens Nyheter 2 juni 1988 sid.46
3. ↑  Moltas Erikson död Radiounderhållningens käraste panelgäst av Carl-Uno Sjöblom i Svenska Dagbladet 2 juni 1988 sid.18